# John Diamond (danseur)
Pour les articles homonymes, voir John Diamond et Diamond.
John Diamond, né en 1823 et mort le 20 octobre 1857, alias Jack ou Johnny, est un danseur irlando-américain et un interprète de minstrel show de type blackface. 
Diamond entre dans le show business à 17 ans et attire l'attention du promoteur du cirque Phineas Taylor Barnum. Au bout d'un an, Diamond et Barnum se disputent et Diamond part se produire avec d'autres artistes blackface. 
Diamond est surtout célèbre pour une série de challenges de danse. Il annonce régulièrement qu'il peut vaincre tous les concurrents dans un concours de danse, et met à profit ses vantardises. Cependant, Diamond attire bientôt l'attention du danseur par lequel Barnum l'a remplacé, un jeune homme noir connu sous le nom de Master Juba. Diamond et Juba s'affrontent lors de danses jusqu'au milieu des années 1840. Les sources d'archives indiquent que Juba gagne tous les matchs, sauf un.
Le style de danse de Diamond mélange des éléments de la danse anglaise, irlandaise et africaine. Il se produit principalement en blackface et chante des airs de minstrel populaires ou accompagne un chanteur ou un instrumentiste. Les mouvements de Diamond mettent l'accent sur les mouvements du bas du corps et un jeu de jambes rapide avec peu de mouvements au-dessus de la taille.

## Biographie

### Jeunesse et éducation
John Diamond est d'origine irlando-américaine.

### Début de carrière
En 1840, Diamond remporte 500 $ lors d'un concours de jig à New York. Le propriétaire du cirque, Barnum, le remarque et embauche le garçon. Il le fait voyager à travers les États-Unis et l'Europe. Agissant en showman, Barnum affirme que le danseur n'avait que 12 ans (il en a en réalité 17) et le présente comme le «  roi des diamants » lors de la promotion de son spectacle. Diamond se produit en solo et en duo avec des chanteurs et musiciens blackface. Pendant un certain temps, il fait équipe avec « le roi des joueurs de banjo et l'empereur des chanteurs d'extravagance », Billy Whitlock (en).
Diamond gagne une mauvaise réputation auprès des promoteurs et des managers. Une source affirme que sa danse est « considérablement meilleure que son tempérament et son caractère ». En février 1841, Diamond extorque de l'argent à Barnum et abandonne son ancien mentor pour se livrer à une orgie d'alcool et de femmes pendant une semaine. Barnum envoie une lettre à ses collègues pour les mettre en garde contre l'embauche du danseur.
Plus lié à Barnum, Diamond joue en paires ou en groupes de trois ou quatre artistes blackface. En janvier 1843, il joue dans un cirque avec d'autres artistes blackface. Le programme promet « des extravagances nègres, des chants, des danses et des imitations de locomotives de Whitlock, Diamond, John Daniels et Gardner ». Le programme ne précise pas s'ils jouent simultanément ou individuellement. Après la formation des Virginia Minstrels en 1843, Whitlock convainc Diamond de jouer avec eux afin d'accroître la visibilité du groupe. En 1845, Diamond effectue une tournée aux États-Unis avec le Old Dominion Circus. En 1849, il part en tournée avec l'Olympic Circus. Il se produit encore régulièrement au milieu des années 1850. Diamond rejoint ensuite la troupe de minstrel Ethiopian Serenaders.

### Challenges de danse
Dans les années 1840, Diamond entame une série de challenges de danse dans lesquelles il défie ses rivaux de le battre dans un concours d'adresse. Diamond fait connaître ses défis dans les journaux. De tels événements ont généralement trois juges, un jugeant le temps, un autre le style et le dernier l'exécution.
Diamond se révèle très performant à cet exercice : il remporte match après match, ville après ville, et sa renommée augmente fortement. De nombreux imitateurs et copieurs commencent à imiter son style, parmi lesquels beaucoup prennent son nom et se font passer pour lui.
Après leur séparation inamicale, Barnum remplace Diamond dans son spectacle par un jeune homme noir inconnu nommé William Henry Lane. Le nouveau protégé prend le nom de scène de « Master Juba » et centre son numéro sur les imitations de « tous les principaux danseurs des États-Unis », suivi d'un numéro mettant en vedette son propre style. Diamond est toujours le dernier danseur imité par Juba, car l'Irlando-Américain est considéré comme le seul véritable rival de Juba.
Les challenges Diamond-Juba se poursuivent jusqu'au milieu des années 1840. Les archives existantes montrent que Diamond les aurait tous perdu, sauf un,.
L'historien Robert Toll qualifie Diamond de « plus grand danseur de minstrel blanc ».

## Style de danse

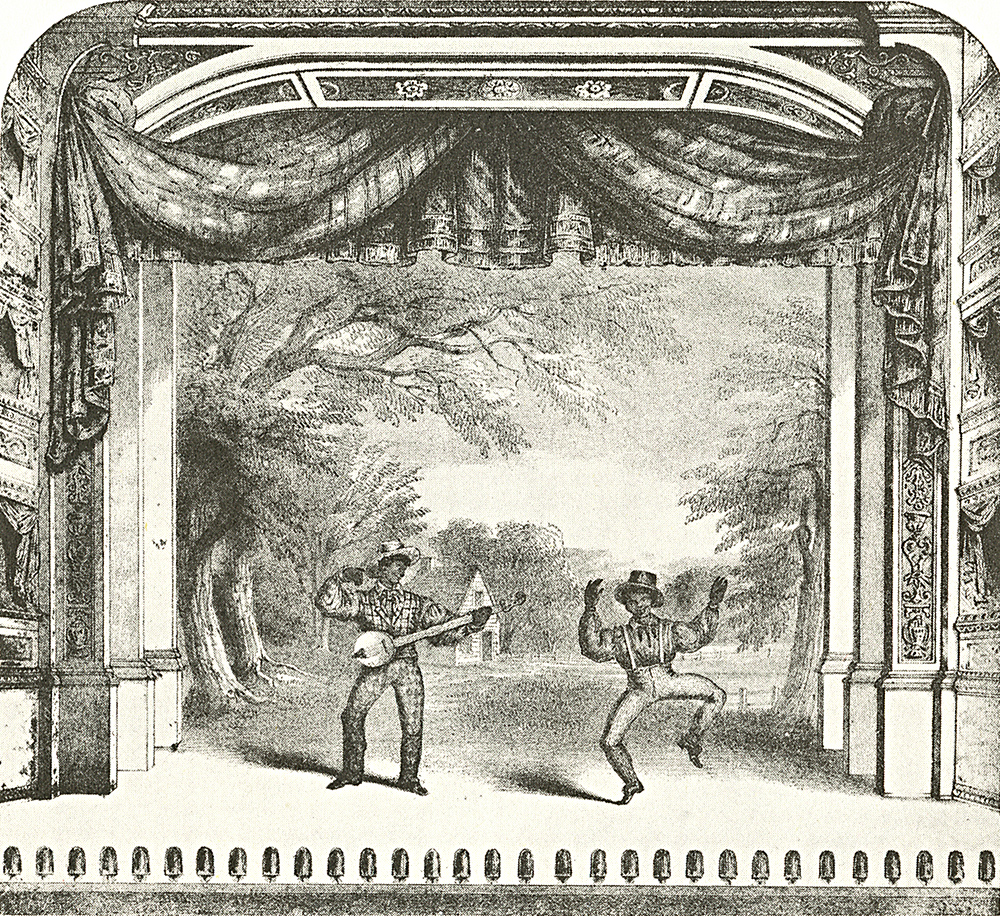
Les danses de John Diamond impliquent des jeux de jambes acrobatiques, comme le montre ce détail de la couverture musicale de la Whitlock's Collection of Ethiopian Melodies de 1846. Le banjoïste est, mais on ne sait pas si le danseur est John Diamond ou Frank Diamond.

Le répertoire de Diamond est un mélange de pas afro-américains, anglais et irlandais. Il danse la five mile out of town dance, la Long Island breakdown, la Negro camptown hornpipe, la Ole Virginna breakdown et la smokehouse dance. Une affiche affirme que son ratte snake jig comportait 120 pas de danses différents. Diamond se produit en blackface, mais certaines de ses danses sont d'origine strictement britannique ou irlandaise et sont dansées sans maquillage.
Les danses de Diamond sont caractérisées par peu de mouvements du haut du corps et un jeu de jambes rapide. Il laisse le haut de son corps détendu afin d'attirer l'attention sur ses pieds. Une étape caractéristique consiste à se pencher en avant et à balancer ses mains sans serrer, à regarder sur le côté et à glisser sur la scène avec une alternance talon-pointe. Noah M. Ludlow, directeur de théâtre, écrit : « Il pouvait se tordre les pieds et les jambes, tout en dansant, pour prendre des formes plus fantastiques que ce que j'ai jamais vu auparavant ou depuis chez aucun être humain ». Le jeu de jambes rapide de Diamond provoque des sons de percussion sur le sol. Il annonce ainsi qu'il peut créer de la musique avec ses talons.
Le jeu de scène de Diamond comprend également du chant, interprété soit par un partenaire, soit par Diamond lui-même. En partenariat avec un joueur de banjo, Diamond danse et saute sur scène pendant que le musicien joue. Ces mouvements impliquent une chorégraphie précise.